# Gargariscus prionocephalus
Genre
Espèce
Gargariscus prionocephalus est une espèce de poissons osseux marins. C'est la seule espèce de son genre Gargariscus (monotypique). Originaire de la région Indo-Pacifique (Japon, Philippines et mer d'Arafura), il peut atteindre jusqu'à 30 cm de longueur.